# مافاي 1
مافاي 1 في علم الفلك (بالإنجليزية: Maffei 1 ) هي مجرة إهليلجية كبيرة (بيضوية) ترى في اتجاه كوكبة ذات الكرسي. كان يعتقد في الماضي أنها تتبع المجموعة المحلية للمجرات ولكن نعرف اليوم مع زيادة دقة المشاهدات أن لها مجموعتها من المجرات، ويرمز لها بالرمز IC 342 (أي سي 342).
وهي مجرة سميت باسم مكتشفها باولو مافاي ، كما اكتشف جارتها المجرة مافاي 2 في عام 1967 عن طريق رصد الأشعة تحت الحمراء الصادرة منهما.
المجرة مافاي 1 مجرة بيضوية، منضغطة في وسطها . وتوجد في مافاي 1 نجوم قديمة معدنيتها كبيرة . نواة المجرة تشع ضوءا أزرقا مما يدل على وجود منطقة تنشأ فيها نجوم جديدة. شأنها مثل المجرات الحلزونية الكبيرة فهي تحوي عددا كبيرا من التجمعات النجمية globular clusters. تبعد المجرة مافاي 1 عن مجرتنا بين 3 - 4 مليون فرسخ فلكي ؛ أي نحو 10 مليون سنة ضوئية.

جيران المجموعة المحلية ومن ضمنها مجموعة مجرات مافاي.

تقع المجرة Maffei 1 في مستوى اجرة درب التبانة في المنطقة المسماة منطقة التفادي ، التي هي منطقة تحجب خلفيتها عنا بسبب كثرة النجوم فيها ووجود الغبار الكوني الكثيف فيها.
وإذا لم يكن الغبار بينها وبينها على خط الرؤية لظهرت لنا كبيرة بنحو مساحة ثلاثة أرباع مساحة القمر، ولكانت ألمع مجرات السماء لنا . في حالة عدم وجود عبار كوني بينها وبيننها لظهرت لنا بمساحة كبيرة تعاد نحو ثلاثة ارباع مساحة القمر، ولكانت أكثر المجرات لمعانا في السماء. يمكن مشاهدتها في الليالي الحالكة الظلام بمقراب بسيط ذو عدسة بقطر 30 سنتيمتر.

## صفاتها

### الحجم والشكل

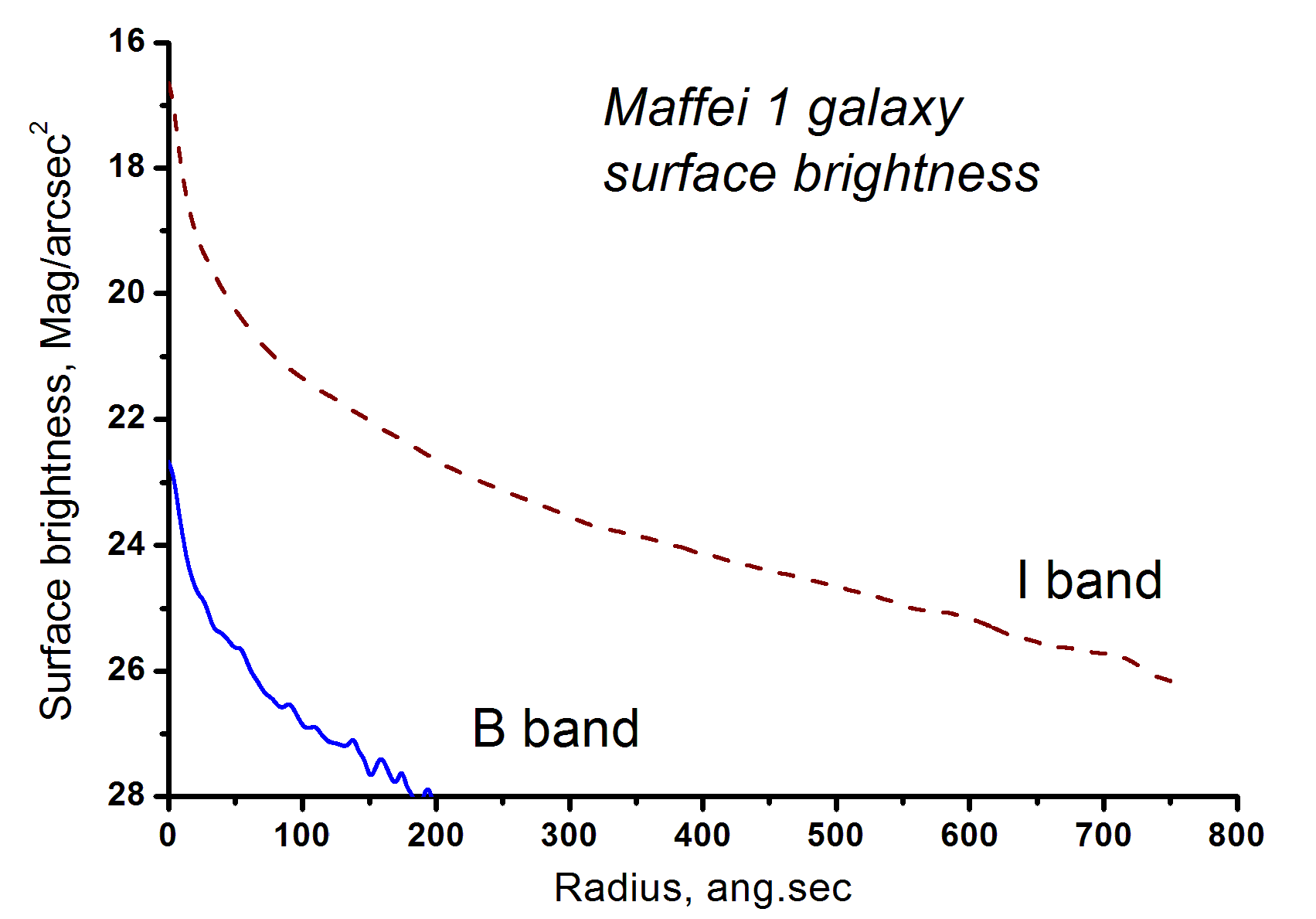
شدة لمعان المجرة مافاي 1 في نطاق الاشعة الزرقاء B-Band وفي نطاق الأشعة تحت الحمراء I-Band

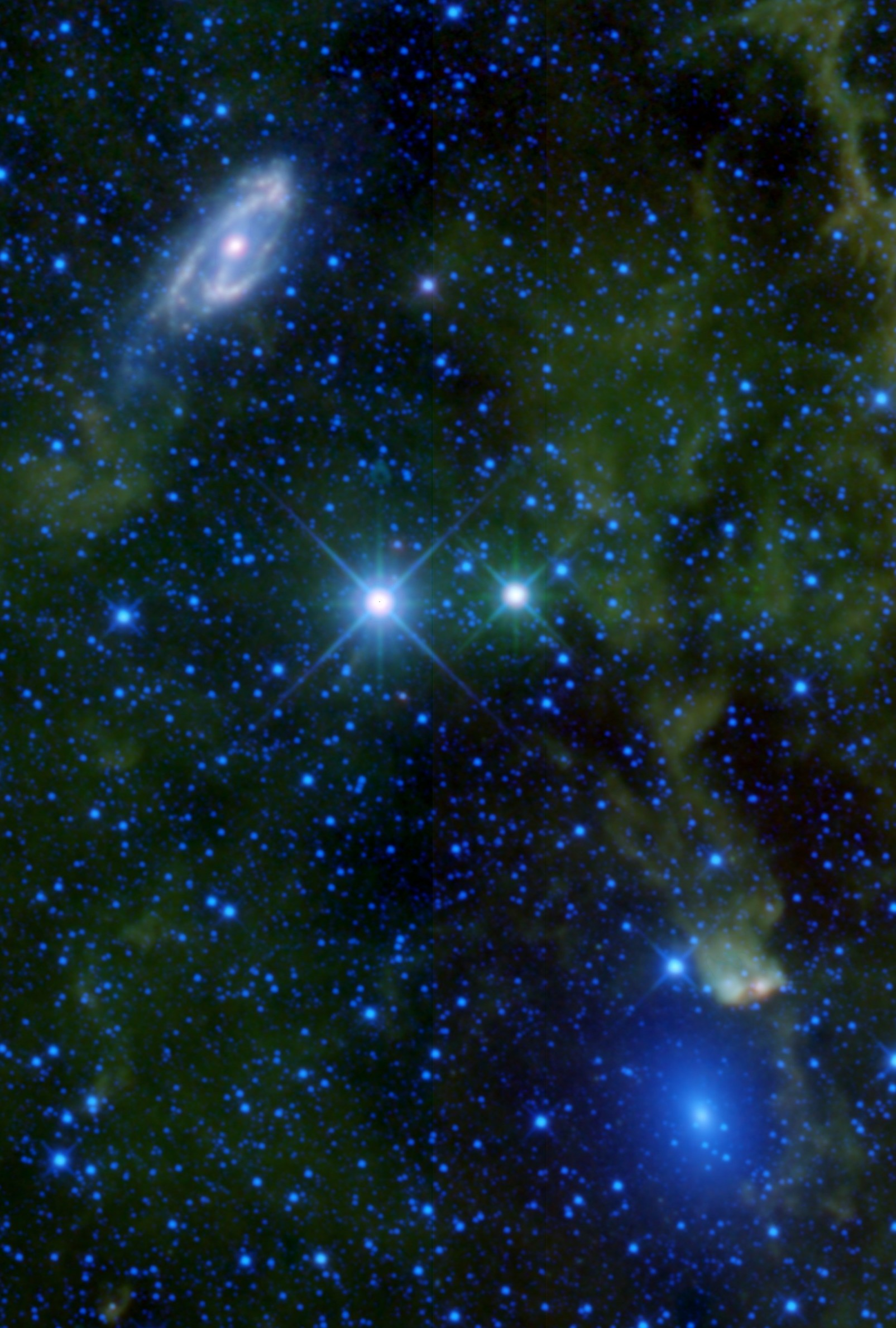
مافاي 1 هي المجرة الإهليلجية الزرقاء أسفل الصورة إلى اليمين, ومافاي 2 هي المجرة الحلزونية أعلى الصورة إلى اليسار.

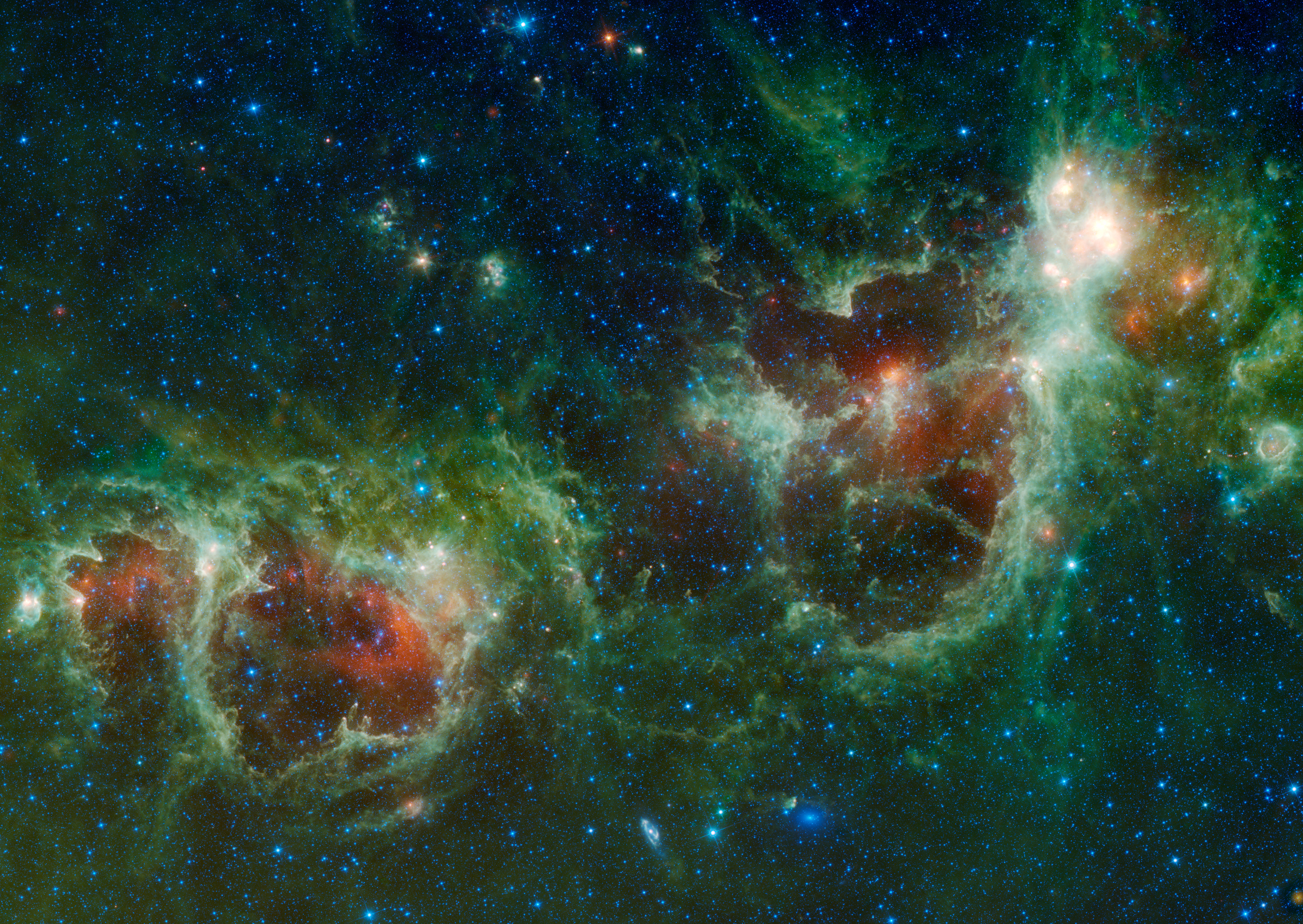
سديم القلب وسديم وسترهاوت 5 وترى بينهما فافاي 1 ومافاي 2 في أسفل الصورة.(تلك الصورة للأشعة تحت الحمراء إلتقطها تلسكوب وايز WISE telescope.)

المجرة مافاي 1 هي مجرة إهليلجية تصنيف E3 طبقا لـ تصنيف هابل. وهذا معناه أن المجرة منضغطة نسبيا بحيث يكون القطر الصغير أقصر من القطر الكبير بنسبة 30% . بعض علماء الفلك يسمون شكلها Typ E(b)3 (صندوقي) بينما تمتد منطقتها الوسطية إلى نحو 34 فرسخ فلكي (نحو 100 سنة ضوئية ، مع ضعف نسبي للمعانها بالمقارنة بقانون r1/4. تلك الظاهرتان من ناحية الشكل الصندوقي وضعف درجة لمعانها بزيادة البعد عن المركز هي من صفات المجرات الإهليلجية المتوسطو والكبيرة بصفة عامة.
يعتمد شدة لمعان مافاي 1 على شدة امتصاص الاشعة خلال مجرة درب التبانة ، وهذا الامتصاص تعتمد أيضا على طول موجة الأشعة المختلفة للضوء. تظهر في اللون الأزرق كما لو كان قطرها الظاهري 1 - 2 دقيقة قوسية ، بينما يظهر قطرها الأكبر في مجال الأشعة تحت الحمراء القريبة بامتداد حتى 23 دقيقة قوسية ؛ هذا يجعلها تبدو بمساحة تعادل 3/4 مساحة صفحة القمر في السماء. وبالنسبة إلى بعدها عنا البالغ نحو 10 مليون سنة ضوئية فيكون قطرها نحو 70.000 سنة ضوئية. ويبلغ ضياؤها المطلق MV=−20,8m ؛ أي يعادل ضياء مجرتنا، مجرة درب التبانة.

## اقرأ أيضا
- المجموعة المحلية
- مافاي 2
- سديم القلب
- سديم وسترهاوت 5 / سديم الروح

1. ↑  "NASA/IPAC Extragalactic Database". Results for Maffei 1. مؤرشف من الأصل في 2019-12-12. اطلع عليه بتاريخ 2006-11-18.
2. ↑  Fingerhut، R. L.؛ Lee، H.؛ McCall، M. L.؛ Richer، M. G. (2007). "The Extinction and Distance of Maffei 2 and a New View of the IC 342/Maffei Group". The Astrophysical Journal. ج. 655 ع. 2: 814. arXiv:astro-ph/0610044. Bibcode:2007ApJ...655..814F. DOI:10.1086/509862.
3. ↑  Davidge، T. J.؛ Van Den Bergh، S. (2001). "The Detection of Bright Asymptotic Giant Branch Stars in the Nearby Elliptical Galaxy Maffei 1". The Astrophysical Journal. ج. 553 ع. 2: L133. arXiv:astro-ph/0104436. Bibcode:2001ApJ...553L.133D. DOI:10.1086/320692.
4. ↑  Fingerhut، R. L.؛ McCall، M. L.؛ De Robertis، M.؛ Kingsburgh، R. L.؛ Komljenovic، M.؛ Lee، H.؛ Buta، R. J. (2003). "The Extinction and Distance of Maffei 1". The Astrophysical Journal. ج. 587 ع. 2: 672. arXiv:astro-ph/0301414. Bibcode:2003ApJ...587..672F. DOI:10.1086/368339.
5. ↑  Buta، R. J.؛ McCall، M. L. (1999). "The IC 342/Maffei Group Revealed". The Astrophysical Journal Supplement Series. ج. 124: 33. Bibcode:1999ApJS..124...33B. DOI:10.1086/313255.
6. ↑  Buta، R.؛ McCall، M. L. (2003). "Maffei 1 with the Hubble Space Telescope". The Astronomical Journal. ج. 125 ع. 3: 1150. Bibcode:2003AJ....125.1150B. DOI:10.1086/367789.
7. ↑  Karachentsev، I. D.؛ Sharina، M. E.؛ Dolphin، A. E.؛ Grebel، E. K. (2003). "Distances to nearby galaxies around IC 342". Astronomy and Astrophysics. ج. 408: 111. Bibcode:2003A&A...408..111K. DOI:10.1051/0004-6361:20030912.
8. ↑  Davidge، T. J. (2002). "The Upper Asymptotic Giant Branch of the Elliptical Galaxy Maffei 1 and Comparisons with M32 and NGC 5128". The Astronomical Journal. ج. 124 ع. 4: 2012. arXiv:astro-ph/0207122. Bibcode:2002AJ....124.2012D. DOI:10.1086/342535.
9. ↑  Davidge، T.  J.؛ Van Den Bergh، S. (2005). "The Globular Cluster Content of Maffei 1". Publications of the Astronomical Society of the Pacific. ج. 117 ع. 832: 589. arXiv:astro-ph/0504335. Bibcode:2005PASP..117..589D. DOI:10.1086/430367.
10. ↑  Bell، M. B.؛ Seaquist، E. R.؛ Braun، L. D. (1970). "Nonthermal Radio Emission from an Infrared Object in the Region of IC 1805". The Astrophysical Journal. ج. 161: L13. Bibcode:1970ApJ...161L..13B. DOI:10.1086/180561.
11. ↑  Maffei، P. (1968). "Infrared Object in the Region of IC 1895". Publications of the Astronomical Society of the Pacific. ج. 80: 618. Bibcode:1968PASP...80..618M. DOI:10.1086/128698.
12. ↑  Maffei، Paolo (2003). "My researches at the infrared doors". Memorie della Società Astronomica Italiana. ج. 74: 19–28. Bibcode:2003MmSAI..74...19M. مؤرشف من الأصل في 2019-12-12.
13. ↑  Sanduleak، N. (1961). "Hypersentivisation Gains in the Near Infrared". The Astronomical Journal. ج. 66: 526–8. Bibcode:1961AJ.....66..526S. DOI:10.1086/108456. مؤرشف من الأصل في 2016-01-12.
14. ↑  Trusock, Tom (6 نوفمبر 2005). "Small Wonders: Cassiopeia" (PDF). Cloudy Nights Telescope Reviews. cloudynights.com. مؤرشف من الأصل (pdf) في 2016-03-04.